# جونگ یون جو
جونگ یون جو (کره‌ای: 정연주؛ زادهٔ ۱۳ فوریه ۱۹۹۰) بازیگر و مدل اهل کره جنوبی است. او به خاطر ایفای نقش در ماشین تحریر شیکاگو شناخته می‌شود.

## فیلم‌شناسی

### مجموعه تلویزیونی
| سال       | عنوان                             | نقش            | منابع  |
| --------- | --------------------------------- | -------------- | ------ |
| ۲۰۱۲      | به یادت هستم                      | سونگ می نا     | [ ۲ ]  |
| ۲۰۱۲      | رؤیای بلند ۲                      | لی سول         | [ ۳ ]  |
| ۲۰۱۲      | ماه و ستاره‌ها را به تو می‌دهم      | یون آه         | [ ۴ ]  |
| ۲۰۱۲–۲۰۱۳ | مدرسه ۲۰۱۳                        | دانش آموز      | [ ۵ ]  |
| ۲۰۱۳      | دراما فستیوال ۲۰۱۳: بقا در آفریقا | کیم جو کیونگ   | [ ۶ ]  |
| ۲۰۱۳      | پرنسس ارورا                       | هان سو دا      | [ ۷ ]  |
| ۲۰۱۴      | عشق جادوگر                        | جونگ اون چه    | [ ۸ ]  |
| ۲۰۱۴–۲۰۱۵ | کارآگاهان دبیرستان دخترانه        | پارک سه یو     | [ ۹ ]  |
| ۲۰۲۵      | عصر سوپرمن                        | خودش           | [ ۱۰ ] |
| ۲۰۲۵      | تب لیلی                           | جانگ سه رانگ   | [ ۱۱ ] |
| ۲۰۱۶      | در مسیر فرودگاه                   | کانگ اون جو    | [ ۱۲ ] |
| ۲۰۱۷      | تب سبز                            | سول روک        | [ ۱۳ ] |
| ۲۰۱۷      | ماشین تحریر شیکاگو                | همکار بانگ جین | [ ۱۴ ] |
| ۲۰۱۷      | ملکه مرموز                        | جین            | [ ۱۵ ] |
| ۲۰۱۷      | قاضی در برابر قاضی                | لی سون هوا     | [ ۱۶ ] |
| ۲۰۱۷      | بهترین لحظه برای ترک شغل خود      | هه یونگ        | [ ۱۷ ] |
| ۲۰۱۸      | اتاق شماره ۹                      | هان هیون هی    | [ ۱۸ ] |
| ۲۰۲۰      | جنگل                              | اوه بو می      | [ ۱۹ ] |
| ۲۰۲۰      | عشق من هولو                       | جی نا          | [ ۲۰ ] |